# Autonomní sovětská socialistická republika
Autonomní sovětská socialistická republika (ASSR) byla administrativní jednotka bývalého Sovětského svazu. ASSR byly v rámci administrativního členění SSSR na o něco nižší úrovni než svazové republiky, jejichž byly součástí, ale měly zachovány některé prvky vlastní státnosti a požívaly jistou úroveň politické, kulturní a administrativní nezávislosti. Neměly však právo se z vlastní vůle odtrhnout od nadřazené svazové republiky či od Sovětského svazu úplně.

## Seznam autonomních sovětských socialistických republik
- Ázerbájdžánská SSR:
  - Nachičevanská ASSR

- Gruzínská SSR:
  - Abchazská ASSR
  - Adžarská ASSR

- Ruská SFSR:
  - Baškirská ASSR
  - Burjatská ASSR
  - Čečensko-ingušská ASSR (1936–1944, 1957-1990)
  - Čuvašská ASSR
  - Dagestánská ASSR
  - Kabardsko-balkarská ASSR (1936–1944, 1957-1991)
  - Kalmycká ASSR
  - Karelská ASSR (1923–1940, 1956–1991)
  - Komiská ASSR
  - Marijská ASSR
  - Mordvinská ASSR
  - Severoosetinská ASSR
  - Tatarská ASSR
  - Tuvinská ASSR
  - Udmurtská ASSR
  - Jakutská ASSR
  - Altajská ASSR (1991)
  - Horská ASSR (1921–1924)
  - Krymská ASSR (1921–1945)
  - Kabardská ASSR (1944–1957)
  - Kazašská ASSR (1925–1936)
  - Kyrgyzská ASSR (1920–1925)
  - Kyrgyzská ASSR (1926–1936)
  - Turkestánská ASSR (1918–1924)
  - ASSR Povolžských Němců (1918–1941)

- Ukrajinská SSR
  - Moldavská ASSR (1924–1940)
  - Krymská ASSR (1991)

- Uzbecká SSR
  - Karakalpakská ASSR
  - Tádžická ASSR (1924–1929)